# Nazionale di sci alpino della Norvegia
La nazionale di sci alpino della Norvegia è la squadra nazionale che rappresenta la Norvegia in tutte le manifestazioni dello sci alpino, dalle Olimpiadi ai Mondiali, dalla Coppa del Mondo alla Coppa Europa.
Raggruppa tutta gli sciatori di nazionalità norvegese selezionati dagli appositi organi ed è posta sotto l'egida della Federazione sciistica della Norvegia (Norges Skiforbund); è divisa in una squadra maschile e in una femminile, a loro volta articolate su vari livelli ("Nazionale A" o "di Coppa del Mondo", "Nazionale B" o "di Coppa Europa", ecc.); sono inoltre previste squadre giovanili, che prendono parte ai Mondiali juniores e alle altre manifestazioni internazionali di categoria.

## Storia
Fino alla fine degli anni ottanta la Norvegia, nazione di grande tradizione negli sport invernali, non aveva mai ottenuto risultati di rilievo in questa disciplina se non con Stein Eriksen e Erik Håker.
Tra i primi a farsi valere in Coppa del Mondo si può segnalare Ole Kristian Furuseth argento in slalom speciale ai XVIII Giochi olimpici invernali di Nagano 1998, bronzo mondiale e vincitore di due Coppe del Mondo di slalom speciale, giusto sul finire del decennio. Con l'arrivo degli anni novanta e con atleti quali lo stesso Furuseth, l'olimpionico di Albertville 1992 Finn Christian Jagge e il pluri-campione mondiale di supergigante Atle Skårdal nacque la cosiddetta "prima generazione", grazie alla quale la nazionale norvegese iniziò ad affermarsi a livello internazionale.
Questi sciatori ottennero le prime vittorie per la Norvegia in Coppa del Mondo, anticipando i grandi successi dei più giovani Tom Stiansen, Kjetil André Aamodt e Lasse Kjus (la "seconda generazione"). Se Aamodt è il primo sciatore alpino della nazione scandinava a vincere la Coppa del Mondo, facendo anche incetta di numerose medaglie olimpiche, mondiali oltre ad altri trofei, Kjus, che ne ha ricalcato le orme, può vantare oltre la conquista di 2 coppe del mondo anche quella della coppetta di discesa. Altro sciatore, contemporaneo da menzionare è Hans Petter Buraas olimpionico di slalom ai XVIII Giochi olimpici invernali di Nagano 1998.
Nei primi anni del nuovo millennio vedono il passaggio di consegna del testimone ad un degno successore: Aksel Lund Svindal; per non essere da meno degli illustri compagni di squadra Svindal in pochi anni colleziona due Coppe del Mondo assolute, medaglie di vari metalli alle olimpiadi e ai campionati del mondo e coppette di più specialità. Nello stesso periodo si afferma anche Kjetil Jansrud specialista delle discipline veloci, anch'egli vincitore di numerose medaglie olimpiche ed iridate, oltre a 4 Coppe del Mondo di specialità. Tra la seconda metà degli anni 2010 e l'inizio degli anni 2020: Henrik Kristoffersen vince quattro medaglie nei grandi eventi (2 olimpiche e 2 iridate) e 3 coppette di specialità; Aleksander Aamodt Kilde vince due medaglie olimpiche e due argenti mondiali, oltre che alla Coppa del Mondo generale nel 2020 e 3 Coppe del mondo di specialità; Lucas Braathen nel 2023 vince una Coppa di specialità di slalom speciale.
In campo femminile la nazionale Norvegese non ha ancora ottenuto risultati pari a quelli conquistati dal settore maschile. Si possono comunque ricordare la gigantista Andrine Flemmen e la slalomista Trine Bakke, rispettivamente argento e bronzo, ai mondiali di Vail 1999, nelle proprie discipline, oltre a Ragnhild Mowinckel vincitrice di 2 argenti olimpici e di due bronzi mondiali.

## Risultati in Coppa del Mondo

### Uomini
In attività
| Sciatore                | Generale | Discesa libera | Supergigante | Slalom gigante | Slalom speciale | Combinata | Totale |
| ----------------------- | -------- | -------------- | ------------ | -------------- | --------------- | --------- | ------ |
| Aksel Lund Svindal      | 2        | 2              | 5            | 1              | -               | 1         | 11     |
| Kjetil André Aamodt     | 1        | -              | 1            | 1              | 1               | -         | 4      |
| Aleksander Aamodt Kilde | 1        | 1              | 2            | -              | -               | -         | 4      |
| Kjetil Jansrud          | -        | 1              | 3            | -              | -               | -         | 4      |
| Henrik Kristoffersen    | -        | -              | -            | 1              | 3               | -         | 4      |
| Lasse Kjus              | 2        | 1              | -            | -              | -               | -         | 3      |
| Ole Kristian Furuseth   | -        | -              | -            | 2              | -               | -         | 2      |
| Atle Skårdal            | -        | -              | 1            | -              | -               | -         | 1      |
| Jan Einar Thorsen       | -        | -              | 1            | -              | -               | -         | 1      |
| Lucas Braathen          | -        | -              | -            | -              | 1               | -         | 1      |
| Totale                  | 6        | 5              | 13           | 5              | 5               | 1         | 35     |

### Donne
| Sciatrice | Generale | Discesa libera | Supergigante | Slalom gigante | Slalom speciale | Combinata | Totale |
| --------- | -------- | -------------- | ------------ | -------------- | --------------- | --------- | ------ |
| -         |          |                |              |                |                 |           |        |

### Sciatori più vincenti
Nella tabella seguente sono riportati gli sciatori norvegesi che hanno vinto almeno 5 gare in Coppa del Mondo.
     In attività
| #  | Atleta                  | Vittorie | Specialità | Specialità | Specialità | Specialità | Specialità | Specialità | Podi |
| #  | Atleta                  | Vittorie | DH         | SG         | GS         | SL         | KB         | PR         | Podi |
| -- | ----------------------- | -------- | ---------- | ---------- | ---------- | ---------- | ---------- | ---------- | ---- |
| 1  | Aksel Lund Svindal      | 36       | 14         | 17         | 4          | -          | 1          | -          | 80   |
| 2  | Henrik Kristoffersen    | 30       | -          | -          | 7          | 23         | -          | -          | 83   |
| 3  | Kjetil Jansrud          | 23       | 8          | 13         | -          | -          | 1          | 1          | 55   |
| 4  | Kjetil André Aamodt     | 21       | 1          | 5          | 6          | 1          | 8          | -          | 64   |
| 4  | Aleksander Aamodt Kilde | 21       | 12         | 9          | -          | -          | -          | -          | 48   |
| 6  | Lasse Kjus              | 18       | 10         | 2          | 2          | -          | 4          | -          | 60   |
| 7  | Ole Kristian Furuseth   | 9        | -          | -          | 3          | 6          | -          | -          | 32   |
| 8  | Atle Skårdal            | 7        | 6          | 1          | -          | -          | -          | -          | 26   |
| 8  | Finn Christian Jagge    | 7        | -          | -          | -          | 7          | -          | -          | 17   |
| 10 | Erik Håker              | 5        | 1          | -          | 4          | -          | -          | -          | 20   |
| 10 | Lucas Braathen          | 5        | -          | -          | 2          | 3          | -          | -          | 12   |

### Sciatrici più vincenti
Nella tabella seguente sono riportate le sciatrici norvegesi che hanno vinto almeno 2 gare in Coppa del Mondo.
     In attività
| # | Atleta             | Vittorie | Specialità | Specialità | Specialità | Specialità | Specialità | Specialità | Podi |
| # | Atleta             | Vittorie | DH         | SG         | GS         | SL         | KB         | PR         | Podi |
| - | ------------------ | -------- | ---------- | ---------- | ---------- | ---------- | ---------- | ---------- | ---- |
| 1 | Ragnhild Mowinckel | 4        | 1          | 2          | 1          | -          | -          | -          | 14   |
| 2 | Andrine Flemmen    | 3        | -          | -          | 3          | -          | -          | -          | 11   |
| 3 | Trine Bakke        | 2        | -          | -          | -          | 2          | -          | -          | 10   |
| 3 | Nina Løseth        | 2        | -          | -          | -          | 1          | -          | 1          | 8    |

## Risultati ai Mondiali
Nella tabella seguente sono riportate le medaglie vinte dalla Norvegia nelle varie edizioni dei Campionati mondiali di sci alpino.
| Anno   | Luogo                          | Paese       | Oro | Argento | Bronzo | Totale |
| ------ | ------------------------------ | ----------- | --- | ------- | ------ | ------ |
| 1931   | Mürren                         | Svizzera    | -   | -       | -      | -      |
| 1932   | Cortina d'Ampezzo              | Italia      | -   | -       | -      | -      |
| 1933   | Innsbruck                      | Austria     | -   | -       | -      | -      |
| 1934   | Sankt Moritz                   | Svizzera    | -   | -       | -      | -      |
| 1935   | Mürren                         | Svizzera    | -   | -       | 1      | 1      |
| 1936   | Innsbruck                      | Austria     | -   | -       | -      | -      |
| 1937   | Chamonix                       | Francia     | -   | -       | -      | -      |
| 1938   | Engelberg                      | Svizzera    | -   | -       | -      | -      |
| 1939   | Zakopane                       | Polonia     | -   | -       | -      | -      |
| 1939   | Sankt Moritz                   | Svizzera    | -   | -       | -      | -      |
| 1950   | Aspen                          | Stati Uniti | -   | -       | 1      | 1      |
| 1952   | Oslo                           | Norvegia    | 1   | 1       | 1      | 3      |
| 1954   | Åre                            | Svezia      | 3   | -       | -      | 3      |
| 1956   | Cortina d'Ampezzo              | Italia      | -   | -       | -      | -      |
| 1958   | Bad Gastein                    | Austria     | 1   | -       | -      | 1      |
| 1960   | Squaw Valley                   | Stati Uniti | -   | -       | -      | -      |
| 1962   | Chamonix                       | Francia     | -   | -       | -      | -      |
| 1964   | Innsbruck                      | Austria     | -   | -       | -      | -      |
| 1966   | Portillo                       | Cile        | -   | -       | -      | -      |
| 1968   | Grenoble                       | Francia     | -   | -       | -      | -      |
| 1970   | Val Gardena                    | Italia      | -   | -       | -      | -      |
| 1972   | Sapporo                        | Giappone    | -   | -       | 1      | 1      |
| 1974   | Sankt Moritz                   | Svizzera    | -   | -       | -      | -      |
| 1976   | Innsbruck                      | Austria     | -   | -       | -      | -      |
| 1978   | Garmisch-Partenkirchen         | Germania    | -   | -       | -      | -      |
| 1980   | Lake Placid                    | Stati Uniti | -   | -       | -      | -      |
| 1982   | Schladming                     | Austria     | -   | -       | -      | -      |
| 1985   | Bormio                         | Italia      | -   | -       | -      | -      |
| 1987   | Crans-Montana                  | Svizzera    | -   | -       | -      | -      |
| 1989   | Vail                           | Stati Uniti | -   | -       | -      | -      |
| 1991   | Saalbach-Hinterglemm           | Austria     | -   | 1       | 1      | 2      |
| 1993   | Morioka                        | Giappone    | 3   | 3       | 1      | 7      |
| 1996   | Sierra Nevada                  | Spagna      | 1   | 1       | 2      | 4      |
| 1997   | Sestriere                      | Italia      | 3   | 3       | -      | 6      |
| 1999   | Vail/Beaver Creek              | Stati Uniti | 3   | 4       | 2      | 9      |
| 2001   | Sankt Anton am Arlberg         | Austria     | 1   | 1       | 1      | 3      |
| 2003   | Sankt Moritz                   | Svizzera    | -   | 2       | 1      | 3      |
| 2005   | Bormio/Santa Caterina Valfurva | Italia      | -   | 1       | -      | 1      |
| 2007   | Åre                            | Svezia      | 2   | -       | -      | 2      |
| 2009   | Val-d'Isère                    | Francia     | 1   | -       | 1      | 2      |
| 2011   | Garmisch-Partenkirchen         | Germania    | 1   | -       | -      | 1      |
| 2013   | Schladming                     | Austria     | 1   | -       | 1      | 2      |
| 2015   | Vail/Beaver Creek              | Stati Uniti | -   | 1       | -      | 1      |
| 2017   | Sankt Moritz                   | Svizzera    | -   | 1       | 1      | 2      |
| 2019   | Åre                            | Svezia      | 2   | 1       | 1      | 4      |
| 2021   | Cortina d'Ampezzo              | Italia      | 2   | -       | 1      | 3      |
| 2023   | Courchevel/Meribel             | Francia     | 2   | 3       | 4      | 9      |
| Totale | Totale                         | Totale      | 27  | 23      | 21     | 71     |

## Risultati alle Olimpiadi
Nella tabella seguente sono riportate le medaglie vinte dalla Norvegia nello sci alpino alle varie edizioni dei Giochi olimpici invernali. 
| Anno   | Luogo                  | Paese         | Oro | Argento | Bronzo | Totale |
| ------ | ---------------------- | ------------- | --- | ------- | ------ | ------ |
| 1936   | Garmisch-Partenkirchen | Germania      | -   | -       | 1      | 1      |
| 1948   | Sankt Moritz           | Svizzera      | -   | -       | -      | -      |
| 1952   | Oslo                   | Norvegia      | 1   | 1       | 1      | 3      |
| 1956   | Cortina d'Ampezzo      | Italia        | -   | -       | -      | -      |
| 1960   | Squaw Valley           | Stati Uniti   | -   | -       | -      | -      |
| 1964   | Innsbruck              | Austria       | -   | -       | -      | -      |
| 1968   | Grenoble               | Francia       | -   | -       | -      | -      |
| 1972   | Sapporo                | Giappone      | -   | -       | -      | -      |
| 1976   | Innsbruck              | Austria       | -   | -       | -      | -      |
| 1980   | Lake Placid            | Stati Uniti   | -   | -       | -      | -      |
| 1984   | Sarajevo               | Jugoslavia    | -   | -       | -      | -      |
| 1988   | Calgary                | Canada        | -   | -       | -      | -      |
| 1992   | Albertville            | Francia       | 2   | -       | 2      | 4      |
| 1994   | Lillehammer            | Norvegia      | 1   | 2       | 2      | 5      |
| 1998   | Nagano                 | Giappone      | 1   | 3       | -      | 4      |
| 2002   | Salt Lake City         | Stati Uniti   | 2   | 1       | 1      | 4      |
| 2006   | Torino                 | Italia        | 1   | -       | -      | 1      |
| 2010   | Vancouver              | Canada        | 1   | 2       | 1      | 4      |
| 2014   | Soči                   | Russia        | 1   | -       | 2      | 3      |
| 2018   | Pyeongchang            | Corea del Sud | 1   | 4       | 2      | 7      |
| 2022   | Pechino                | Cina          | -   | 1       | 3      | 4      |
| Totale | Totale                 | Totale        | 11  | 14      | 15     | 40     |